# Miro Bajt
Miro Bajt, slovenski prevajalec, organizator dela ter samostojni kulturni delavec, * 19. junij 1950, Ljubljana.

## Življenje
Izhaja iz Rovt v Selški dolini, oče je Stanko in mati Pavla, brat Drago Bajt tudi uspešen in zelo znan prevajalec in intelektualec. Štiri razrede osnovne šole je naredil v domači šoli pri Sv. Lenartu, peti razred v Škofji Loki ter osemletko končal pri Sv. Lenartu. Bil je odličnjak. Vztrajnosti so ga naučila kmečka dela, ki jih je moral opravljati poleg šole. Njegovi hobiji so bili branje, reševanje križank, igranje šaha in kart ter učenje hrvaščine.
Po končani srednji šoli (TSŠ KMRLP) v Ljubljani je uspešno zaključil študij na Visoki šoli za organizacijo dela v Kranju. 
Delal kot organizator dela in analitik v Biroju za industrijski inženiring v večini industrijskih panog po Sloveniji in na območju Jugoslavije. Bil tudi predavatelj z licenco za študij dela (ISKRA). 
Zbiral je tudi narečno izrazje iz domačega kraja v Selški dolini. Slednje je v separatu SAZU – ja (dialektološki oddelek) izšlo v Loškem zborniku. Pisal je tudi pesmi, novele in znanstveno fantastične zgodbe, ki so izšle pri Mladih potih in v reviji Življenje in tehnika. Večina revijalnih prevodov je izšla v reviji Srce in oko.
Naučil se je španščine, italijanščine in portugalščine ter začel prevajati. Prevajal za Radio Slovenija in literarne revije, nato pa za številne slovenske založbe. Leta 1994 je pridobil status književnega prevajalca. Prevaja tako literarna kakor tudi stvarna dela iz italijanščine, španščine, portugalščine ter iz hrvaškega in srbskega jezika. Sodeluje tudi pri pripravi leksikografskih izdaj v Sloveniji. 
Za Radio Slovenija je prevedel več kot 200 novel in pripovedk iz Latinske Amerike ter okoli deset radijskih iger, predvsem iz italijanščine. Roman Abadon je bil leta 2010 nominiran za Sovretovo nagrado (na predlog Nika Grafenauerja).
Sodeloval pri izdelavi Slovenskega velikega leksikona, za katerega je sestavil večino gesel za tujke ter sestavil in priredil večino gesel iz katalonske zgodovine, pravoslavja, protestantizma, animističnih verovanj, budizma in islama pri Splošnem religijskem leksikonu.

## Nekateri prevodi
- Sábato, Ernesto, Abadon, pokončevalec, (Ljubljana : Nova revija, 2009)(COBISS)
- Cabrera Infante, Guillermo, Trije turobni tigri, (Cankarjeva založba, Ljubljana 2004) (COBISS)
- Quevedo, Francisco de, Življenjepis lopova, (Ljubljana, Ljudska pravica 1995)(COBISS)
- Cela, Camilo José, Panj, (Ljudska pravica, Ljubljana 1994)(COBISS)
- Amadis Galski, (Ilex-Impex, Ljubljana 2000)(COBISS)
- Portugalske pripovedke ali Zelena ptica / [zbral in prevedel iz portugalščine Miro Bajt], (Zavod za ustvarjalnost Hymnos, Ljubljana 2006)(COBISS)
- Vargas Llosa, Mario, Zapiski don Rigoberta, (Didakta, Radovljica 2011)(COBISS)
- Fontana, Josep, Evropa pred zrcalom, (Založba /*cf., Ljubljana 2003)(COBISS)
- Vargas Llosa, Mario, Pripovedovalec, (Litera, Maribor 2003)(COBISS)
- Vargas Llosa, Mario, Hvalnica mačehi, (Prešernova družba, Vrba, Ljubljana 1994)(COBISS)
- Manfredi, Valerio Massimo, Poslednja legija , (Učila International, Tržič 2009)(COBISS)
- Manfredi, Valerio Massimo, Tiran, (Učila International, Tržič 2009)(COBISS)
- Manfredi, Valerio Massimo, Talosov ščit, (Učila International, Tržič 2009)(COBISS)
- Manfredi, Valerio Massimo, Talisman Troje, (Učila International, Tržič 2009)(COBISS)
- Manfredi, Valerio Massimo, Poslednja legija, (Učila International, Tržič 2007)(COBISS)
- Cardini, Franco, Evropa in islam : zgodovina nekega nesporazuma, (Založba /*cf., Ljubljana 2003)(COBISS)
- Fuentes, Carlos, Levitev, (Mladinska knjiga, Ljubljana 2003)(COBISS)
- Carrada, Giovanni, Spoznavanje narave : rastlinstvo, živalstvo, naravna okolja in pojavi, (Alba 2000, Brezovica pri Ljubljani 2000)(COBISS)
- Gaiero, Elsa Lira, Zelena žabica, (Mladinska knjiga, Ljubljana 1981)(COBISS)
- Bartolini, Luigi, Tatovi koles, (Obzorja, Maribor 2000)(COBISS)
- Costa-Pau, Rosa, Šolska enciklopedija. Ekologija, (Tehniška založba Slovenije, Ljubljana 1995)(COBISS)
- Cafiero, Giuseppe, Vrnitev, (Radiotelevizija, Uredništvo igranega programa, Ljubljana 1986)(COBISS)
- Faletti, Giorgio, Jaz sem bog, (Učila International, Tržič 2011)(COBISS)
- Vega, Garcilaso de la, Kraljevski zapiski o Inkih, (Sanje, Ljubljana 2009)(COBISS)